# Szilvia Szabolcsi
Szilvia Szabolcsi, née le 12 octobre 1977 à Budapest, est une coureuse cycliste hongroise, spécialiste de la piste.

## Palmarès[1]

### Jeux olympiques
- Sydney 2000
  - 6e de la vitesse
  - 12e du 500 mètres

### Coupe du monde
- 2000
  - 2e de la vitesse à Ipoh
  - 3e du 500 mètres à Ipoh

### Championnats d'Europe
- 1997
  -  Championne d'Europe de vitesse espoirs
  -  Médaillée de bronze du championnat d'Europe du 500 mètres contre-la-montre espoirs
- 1998
  -  Médaillée de bronze du championnat d'Europe de vitesse espoirs
- 1999
  -  Championne d'Europe de vitesse espoirs
  -  Médaillée d'argent du championnat d'Europe de course aux points espoirs